# Kulfo
Le Kulfo est une rivière en Éthiopie, appartenant au bassin de la vallée du Rift.

## Propriétés
C’est une rivière tressée, ayant un bassin de 300 km2. À l’embouchure, elle a une largeur de vingt mètres, avec un dénivelé de dix mètres par kilomètre. La granulométrie moyenne des matériaux du lit est 14 mm.

## Transport de sédiments
Cette rivière transporte annuellement 53 480 tonnes[réf. nécessaire] de charge de fond et 327,230  tonnes de sédiments en suspension vers le Lac Chamo.